# Cruzan Rum
Cruzan Rum /ˈkruːʒən/ – amerykański producent rumu zlokalizowanym na wyspie Saint Croix (wyspa Wysp Dziewiczych Stanów Zjednoczonych). Właścicielem jest firma Beam Suntory. Gorzelnia została założona w 1760 roku i przypisuje sobie miano "najbardziej uznanej destylarni na świecie". Od ośmiu pokoleń gorzelnia zarządzania jest niezmiennie przez rodzinę Nelthropp.

## Historia
Jest największym prywatnym amerykańskim dystrybutorem rumu. Cruzam Rum wytwarza także 40 procentowy destylat alkoholowy z trzciny cukrowej. Jest także jedną z dwóch gorzelni, które ze względu na miejsce w amerykańskiej historii są członkami Amerykańskiego Szlaku Whiskey.
Rum Cruzan jest wytwarzany podobnie do tradycyjnego kubańskiego rumu, który to uchodzi za wyjątkowo czysty i lekki. Rumy Cruzan osiągały różne sukcesy podczas międzynarodowych konkursów, jednakże jeden – single-barrel – wypadał niezwykle dobrze. W 2009 roku, w czasie Beverage Testing Institute, rum ten otrzymał ocenę 96 (na 100). Proof66 zaliczył single-barrel do Top 20 rumów na świecie.

## Gorzelnia
Cruzan Rum Distillery (dawniej znana jako Estate Diamond) działa ponad 250 lat. Wycieczki po gorzelni i jej zabytkowych terenach, w tym oryginalnej fabryce cukry odbywają się 6 dni w tygodniu w miejscowości Frederiksted.

## Rodzaje
- Cruzan Estate Light: dwuletni.
- Cruzan Estate Dark: dwuletni, dostępny w wersji 40 i 76 procent.
- Cruzan Estate Diamond: pięcioletni, dostępny w wersji ciemnej i jasnej.
- Cruzan 151° – 76 procentowy
- Cruzan 9: rum ziołowy, nazwa pochodzi od liczby użytych ziół, i 9 dzielnic St. Croix.
- Cruzan Single Barrel: mieszanka rumów 5-12 letnich, po zmieszaniu zabeczkowane ponownie w celu dalszego sezonowania. Rum też jest podwójnym zdobywcą złotego medalu i tytułu "Najlepszy na świecie rum" qw roku 200 i 2010 w San Francisco World Spirits Competition,
- Cruzan Tropical Rums

Dostępny w smakach : malinowy, kokos, mango, waniliowy, ananasowy, bananowy, czereśniowy, cytrusowy, gujawa, pomarańczowy, brzoswkiniowy i truskawkowy.
- Cruzan Rum Cream: mieszanka jasnego rumu Cruzan, likieru Irish cream i karmelu, wanilii i innych składników.